# 土肥省三
土肥 省三（どい しょうぞう、1918年 - 没年不明）は、長野県出身の元プロ野球選手（内野手）。

## 来歴・人物
長野商業（現・長野県長野商業高等学校）在学中は、甲子園大会に3回出場（内訳は春1回〔1932年〕。夏2回〔1932年、1934年〕）。最高成績は1932年春・夏のベスト8。長野商卒業後、専修大学に入学するも、程なく中退。社会人野球の強豪・藤倉電線に入部し、1938年の都市対抗野球大会でのチームの優勝に貢献した。
1939年3月10日に阪急軍に入団。同年4月2日の大阪戦（後楽園球場）でプロデビューを果たすが、7回裏一死に2－2の同点の場面で松木謙治郎の打ったゴロ処理を失策し、相手に決勝点を与えるなど、散々だった。その後、シーズン終盤まで出場機会はなかった。
翌1940年4月6日の南海戦（西宮球場。32－2で勝ち、プロ野球歴代最多得点記録を樹立した試合）では、5回表に両軍併せて唯一の2ランホームラン（土肥にとっても生涯唯一の本塁打）を左翼席にたたき込み、4得点（黒田健吾・山下好一に次ぐチーム3位の得点数）の活躍だった。しかし、失策数こそ多くないものの肝心な所で失策し、チームを敗戦に追いやる（例.4月21日の名古屋戦〈鳴海球場〉）など守備に不安を抱えており、また打撃も低調だったことから、1940年限りで阪急を退団した。
その後は再び社会人野球の世界に転じ、明電舎，第一法規(長野法令)の野球部に所属した後、1956年には電電信越の監督を務めた。

## 詳細情報

### 年度別打撃成績
| 年 度     | 球 団     | 試 合 | 打 席 | 打 数 | 得 点 | 安 打 | 二 塁 打 | 三 塁 打 | 本 塁 打 | 塁 打 | 打 点 | 盗 塁 | 盗 塁 死 | 犠 打 | 犠 飛 | 四 球 | 敬 遠 | 死 球 | 三 振 | 併 殺 打 | 打 率 | 出 塁 率 | 長 打 率 | O P S |
| --------- | --------- | ----- | ----- | ----- | ----- | ----- | -------- | -------- | -------- | ----- | ----- | ----- | -------- | ----- | ----- | ----- | ----- | ----- | ----- | -------- | ----- | -------- | -------- | ----- |
| 1939      | 阪急      | 7     | 20    | 16    | 3     | 2     | 0        | 0        | 0        | 2     | 1     | 3     | --       | 0     | 0     | 3     | --    | 1     | 6     | --       | .125  | .300     | .125     | .425  |
| 1940      | 阪急      | 27    | 76    | 66    | 5     | 8     | 1        | 0        | 1        | 12    | 8     | 0     | --       | 1     | 0     | 9     | --    | 0     | 12    | --       | .121  | .227     | .182     | .409  |
| 通算：2年 | 通算：2年 | 34    | 96    | 82    | 8     | 10    | 1        | 0        | 1        | 14    | 9     | 3     | --       | 1     | 0     | 12    | --    | 1     | 18    | --       | .122  | .242     | .171     | .413  |

### 背番号
- 23 （1939年 - 1940年）